# Arroyomolinos de León
Pour les articles homonymes, voir Arroyomolinos et León.
Arroyomolinos de León est une commune de la province de Huelva dans la communauté autonome d'Andalousie en Espagne.